# Hynobius fucus
Hynobius fucus é uma espécie de anfíbio caudados da família Hynobiidae. Está presente em Taiwan. A UICN classificou-a como em perigo de extinção.